# Тяжкогорский, Иван Михайлович
Иван Михайлович Тяжкогорский, или Иоганн Шверенберг (нем. Johannes Schwerenberg, пол. Jan Ciężkogórski, род. в 1630-х годах в Венгрии — ум. в 1704) — переводчик и священник XVII века, работавший в Речи Посполитой и в Московском государстве, один из крупнейших полиглотов Посольского приказа.

## Биография
Согласно архивным сведениям, Тяжкогорский был выходцем из «цысарския земли», однако по предположению А. Г. Гуськова и И. Майера, основанному на особенностях переводов Тяжкогорского, он был выходцем из Венгрии, находившейся со Священной Римской империей в личной унии. В некоторых других документах он называется и «венгерским шляхтичем». 
Известно, что до поступления на русскую службу Тяжкогорский был католическим или униатским священником на территории Литвы, в частности в Минске. Вероятно, его миссия в Минске имела место после июня 1660 года, когда город был отвоёван польско-литовской армией во время русско-польской войны (за пять лет под московской властью католическая община города впала в бедственное положение). Предположительно он перевёл фамилию с немецкого в польский период своей биографии (в XVII веке случаи перевода фамилии с немецкого при поступлении на русскую службу неизвестны). В некоторых более поздних польских документах он также фигурирует как Ясногорский (пол. Jasnogórski).
В 1668 году Тяжкогорский был нанят в качестве переводчика Богданом Ординым-Нащокиным, и 1 сентября был зачислен в штат Посольского приказа. В отличие от многих вступивших тогда в русскую службу переводчиков, он не был пленником, и сразу получил высокий годовой оклад в 50 рублей в год. Первоначально Тяжкогорский выдал себя за лютеранина, поскольку отношение к католикам, тем более священникам, в России было гораздо более суровым, однако при приведении к присяге 4 сентября 1668 года не стал скрывать своего католического вероисповедания и клялся на изображении распятия. Впрочем, в конце 1669 или начале 1670 года Тяжкогорский перешёл в православие, после чего его годовой оклад был удвоен. Восприемником был знатный боярин князь Яков Одоевский. Вместе с Тяжкогорским перешла в православие и его жена Варварица Иванова дочь, не упоминаемая более в документах. Факт совместного крещения указывает на её иностранное происхождение, однако если допустить, что она приехала в Россию вместе с мужем в 1668 году, то отсюда с необходимостью следует, что Тяжкогорский либо был извержен из сана, либо был грекокатолическим священником, что для венгерского немца довольно нехарактерно.
В 1671 году посетил Варшаву в составе дипломатической миссии Ивана Чаадаева, когда-то между 1672 и 1677 годами находился на Олонце, где был воеводой Богдан Ордин-Нащокин (возможно, в 1675 году, сопровождая иноземных рудознатцев).
Будучи протеже Ордина-Нащокина, Тяжкогорский получил понижение после того, как в 1671 году его покровитель попал в опалу, а во главе посольского приказа встал его противник Артамон Матвеев. С тех пор Тяжкогорский упоминается в списках Малороссийского приказа и находится в регулярных командировках в Украине, находясь при армии во время Чигиринских походов. Из-за разъездов Тяжкогорский не имел возможности регулярно получать жалованье, отчего его семья оказалась без средств к существованию. Результатом двух челобитных, поданных в 1678 году, стала не выплата задержанного жалованья, а напротив его урезание на 20 %: сменивший Матвеева дьяк Ларион Иванов выделил 20 рублей из годового жалованья Тяжкогорского и 2 алтына из его кормовых денег переводчику Степану Чижинскому. Позже 4 копейки кормовых денег Тяжкогорского были переданы в виде пенсии отставному переводчику Ефиму Фентурову, а затем его кормовые деньги были урезаны ещё на 15 копеек. Тем самым его подённое содержание было сокращено вдвое.
В 1679 году имя Тяжкогорского вновь упоминается в списках Посольского приказа, что вероятно связано с краткой попыткой возвращения в политику Ордина-Нащокина. В 1680 и 1681 годах Тяжкогорский ездил в Варшаву, а в 1684 году был при Якове Одоевском во время дипломатических переговоров о вечном мире с Польшей в Андрусове. В 1682 году Ларион Иванов и Артамон Матвеев были убиты восставшими стрельцами; новый глава Посольского приказа князь Василий Голицын увеличил жалованье Тяжкогорского до 85 рублей, а после 1-го Крымского похода, в котором Тяжкогорский принимал участие, до 93 рублей, каковым оно оставалось до его смерти в 1704 году.
После 1687 года Тяжкогорский, будучи уже немолодым человеком, пребывал в Москве, и работал над переводами научных книг. Он перевёл трактат об артиллерии Художества огненныя и разные воинския орудия, ко всяким городовым приступам и ко обороне приличны Жозефа Буало, а также трактат Жака Озанама по тригонометрии. Его перевод слов тангенс, секанс и логарифм — дотыкательные, отрезательные и словочислительные числа не прижился; вообще математическую адекватность перевода Тяжкогорского оценить затруднительно.
В 1689 году вместе с Юрием Гивнером в качестве переводчик принимал участие в процессе Квирина Кульмана.

## Знание языков
В документах Посольского приказа имеются сведения о знании Тяжкогорским как минимум семи языков: белорусского (имеется ввиду, вероятно, западнорусский письменный язык), венгерского, латинского, польского, французского и цесарского (то есть немецкого), а также «словенского» (то есть русского). Впрочем, степень его знакомства с французским и латынью плохо понятна, а его переводы с польского неизвестны. Вероятно также знание им греческого языка. Кроме того, Тяжкогорский мог знать итальянский язык, так как он принимал участие в экзаменации Ивана Наумова (казака, вернувшегося после 22 лет рабства на галерах в турецком плену и освобождённого флорентийским герцогом).
Русский язык Тяжкогорский выучил, по всей видимости, в Минске, причём по религиозной литературе — в его переводах часты церковнославянизмы, несвойственные дипломатической и научной лексике. Также в его переводах заметны фонетические трудности, в частности, в них встречается путаница «и»/«ы» и «з»/«с».